# Jutungi
Jutungi (alemansko Juthungen, grško Iouthungoi, latinsko Iuthungi) so bili germansko pleme, ki je živelo na ozemlju severno od Donave in Altmühla v sedanji nemški zvezni deželi Bavarski. Omenjata jih rimska zgodovinarja Publij Herenij Deksip in Amijan Marcelin. 
Ime Jutungi pomeni "potomci" in se nanaša na starodavno svebsko pleme Semnonov. Jutungi so leta 259-260 napadli Italijo. Na poti domov jih je 24.-25. aprila 260  pri Augsburgu porazil Mark Simplicinij Genijal. Rimska zmaga je dokumentirana na spominskem kamnu, odkritem leta 1992. Rimsko cesarstvo je v tem času izgubilo nadzor na tem delu donavskega limesa. Jutungi so Italijo ponovno napadli leta 271, porazili Rimljane v bitki pri Placenciji, potem pa je jih je cesar Avtrelijan po bitkah pri Fanu in Paviji odbil.
Med letoma 356 in 358 so Jutungi in Alemani napadli Retijo in uničili Castra Regina (Regensburg). Mesto je bilo upravno središče province in eden od največjih rimskih vojaških taborov v južni Germaniji, obdan z mogočnim kamnitim obzidjem.
Drugo invazijo v Retijo  leta 383 je odbila vojska Alanov in Hunov. Med letoma 429 in 431 se je v Retiji z Jutungi spopadel rimski general Flavij Ecij. 
Končna usoda Jutungov ni znana, znano pa je, da so sodelovali z drugimi germanskimi plemeni v več vojnah proti Rimu. Po vzponu drugih germanskih plemen, kot so bili na primer Franki ali Alemani so ta plemena Jutunge bodisi  absorbirala bodisi uničila (najverjetneje Alemani, saj so bili večkrat omenjeni skupaj). 

## Primarni viri
- Augsburg Victory Altar (okoli 260)
- Deksip. Die Fragmente der griechischen Historiker 100 (ololi 270/271)
- Panegyrici Latini VIII 10.4 (okoli 297)
- Amijan Marcelin 17,6 (okoli 375)
- Sidonij Apoliner, c. 7, 233 (okoli 429/430)